# Euniusz
Euniusz – święty katolicki żyjący w V lub VI wieku.
Prawdopodobnie do Kornwalii, gdzie prowadził swoją działalność, przybył z Irlandii. O świętym brak wiarygodnych informacji ponad to, iż kult jego osoby był od dawna żywy w miejscowej tradycji.
Jego wspomnienie w Kościele katolickim obchodzone jest 1 lutego.